# Melanagromyza gibsoni
Melanagromyza gibsoni este o specie de muște din genul Melanagromyza, familia Agromyzidae. A fost descrisă pentru prima dată de Malloch în anul 1915. Conform Catalogue of Life specia Melanagromyza gibsoni nu are subspecii cunoscute.